# Laurent (South Dakota)
Laurent was een geplande stad ten zuiden van Salem in de Amerikaanse staat South Dakota, speciaal ontworpen voor doven, slechthorenden en andere gebruikers van gebarentaal. De stad is genoemd naar Laurent Clerc, de grondlegger van de Amerikaanse Gebarentaal.
De eerste bewoners hadden in 2008 naar de nieuwe stad moeten kunnen verhuizen. In 2007 doken echter problemen op. Ook een verplaatsing van de plannen naar Indiana leverde niets op. Het plan is uiteindelijk nooit verwezenlijkt.